# Луїза Доріс Адамс
Луїза Доріс Адамс (англ. Louise Doris Adams; ?—1965) — британський педагог з математики та шкільний інспектор, автор книги «Вступ до математики початкової школи»(1953 р.). Стала президентом Математичної асоціації в 1959 році.

## Біографія
Адамс закінчила Бедфордський коледж в Лондоні, отримавши відзнаку другого класу з математики в 1911 році. Її робота в ролі інспектора була зосереджена на Заході, особливо на Бристолі.
Вона приєдналася до Математичної асоціації приблизно в 1915 році і стала членом викладацького підкомітету Математичної асоціації в 1946 році. В 1959 стала президентом Математичної асоціації (вона стала другою жінкою, яка обіймала цю посаду з моменту заснування Асоціації в 1871 році, після Мері Картрайт в 1951 році). Адамс померла в 1965 році. В Асоціації її оплакували як одного з найвизначніших членів, оскільки вона зробила великий внесок в Математичну Асоціацію.

## Внесок в освіту
Адамс мала значний досвід роботи вчителем та інспектором і написала книгу «Вступ до математики початкової школи»(A Background to Primary School Mathematics) (1953) на основі цього досвіду. Вона була спрямована на вчителів математики початкових класів, використовувала тематичні дослідження приблизно з 80 учнів, і виступала за те, щоб викладання математики пов'язували з індивідуальним досвідом учнів. Зміст підручника передавав багато того, що було написано у великому звіті Математичної Асоціації, що був опублікований у 1956 р. під назвою «Викладання математики в початковій школі». Для вивчення математики тут рекомендували використовувати гру та експерименти. У своєму зверненні до Президента Математичної Асоціації в 1960 році міс Адамс стверджувала, що практичний математичний досвід має велике значення для дітей молодшого шкільного віку — вона підкреслювала, що необхідним є розуміння математики, а не просто виконання математичних дій. Після цього багато вчителів змінили свою програму навчання та почали більше залучати дітей до практики на уроках математики.
Будучи членом викладацького підкомітету Математичної Асоціації, Адамс допомогла перенести увагу з викладання на навчання та з того, що слід вчити на те, як навчати. Її книга та її президентське звернення до Математичної асоціації стали основним поштовхом до реформи математичної освіти у Великій Британії.

## Досягнення
- 1915: приєднання до Математичної асоціації;
- 1946: член викладацького підкомітету Математичної асоціації;
- 1953: написання книги «Вступ до математики початкової школи»;
- 1959: президент Математичної асоціації.